# Легкі крейсери типу «Бруклін»

Крейсери типу «Бруклін» був класом з дев'яти легких крейсерів, побудованих для ВМС США між 1935 і 1938 роками. Озброєний п'ятьма потрійними 152 мм баштами (три спереду, дві ззаду), вони мали більше гармат головного калібру, ніж будь-який інший стандартний американський крейсер. Усі кораблі типу «Бруклін» були введені в експлуатацію між 1937 і 1939 роками, у період між початком Другої японо-китайської війни і до вторгнення в Польщу. Під час Другої світової війни вони активно служили як на тихоокеанському, так і на атлантичному театрах дій.
Крейсер «Гелена» був потоплений на Тихому океані, а п'ять інших кораблів типу були серйозно пошкоджені у ході бойових дій. Уцілілі представники типу були виведені у резерв незабаром після завершення бойових дій. Шість було передано різним державам Південної Америки у 1951, де вони служили ще багато років. один з них, ARA General Belgrano, колишній «Фенікс», був потоплений під час Фолклендської війни у 1982 р.
Кораблі типу «Бруклін» справили сильний вплив на конструкцію крейсерів США. Майже всі наступні американські крейсери, важкі та легкі, прямо чи опосередковано базувалися на них.  Серед найбільш значними були дегкі крейсери типу «Клівленд»  та важкі крейсери типу «Балтімор» часів Другої світової війни.

## Дизайн
Конструкція типу «Бруклін» була подальшим удосконаленням важкого крейсера типу «Новий Орлеан», який йому передував. Бажання отримати легкі крейсери відповідних характеристик виникло внаслідок впливу Лондонського морського договору 1930 року, який обмежував будівництво важких крейсерів, тобто кораблів із гарматами калібру більше 6 до 8 дюймів. Велика Британія потребувала крейсерів для охорони торгових і сподівалася, що договір обмежить сторони меншими крейсерами до 8 000 тон, який ця держава могла собі економічно дозволити у потрібній кількості. Учпсть США у Лондонському договорі і продовження проекту американського легкого крейсера пов'язані з позицією адмірала Вільямя В. Пратті, який відкинув різкі заперечення Генеральної ради військово-морського флоту.
Відповідно до договору США було дозволено побудувати  18 важких крейсерів загальною водотjнажністю 180 000 англійських тон (182 888 т.) і 143 500 англійських тон (145,803) загальної водотонажності легких крейсерів без обмеження кількості кораблів.  Сполученим Штатам потрібні були великі крейсери, спроможні долати великі відстані,  яких вимагали операції в Тихому океані. Для цього підходили крейсери з 6-ти дюймовими гарматами та водотонажністю близько 10 000 англійських тон.  Конструкція попереднього типу легких крейсерів США, «Омаха» виявилася невдалою. Занадто полегшена конструкція корпусу викликала навантаження на нього і була надто перевантаженою. Проектування почалося в 1930 році, перші чотири кораблі типу «Бруклін» були замовлені в 1933 році, а ще три кораблі були замовлені в 1934 році. Основними критеріями для оцінки проєкту була співмірна з важким крейсерам швидкість та радіус дії. Поява   японських крейсерів типу «Могамі» з 15 шестидюймовими гарматами створило вимогу до озброєння, яке могло б забезпечити відповідь на цей виклик. Було випробувано різні комбінації броні та енергетичних установок, щоб не порушити ліміт в 10 000 тонн, встановленого Договором.  Авіаційні засоби були перенесені на корму корабля з позиції у середині крейсерів типу «Новий Орлеан». 
З 1942 року конструкцію мосту зробили нижчою та встановили радар. Останні два кораблі типу, «Сент-Луїс» та «Гелена» дещо модифіковані у порівнянні з попередниками з котлами вищого тиску,  більш захищеного машинного відділення та покращення зенітного озброєння, зокрема встановлення 127 мм гармат у спарених баштах.  